# Tungufelli
Tungufelli är ett berg i Färöarna (Kungariket Danmark).   Det ligger i sýslan Vága sýsla, i den nordvästra delen av landet, 29 km nordväst om huvudstaden Tórshavn. Toppen på Tungufelli är 180 meter över havet. Tungufelli ligger på ön Vágar.
Terrängen runt Tungufelli är kuperad. Havet är nära Tungufelli åt nordväst. Runt Tungufelli är det glesbefolkat, med 16 invånare per kvadratkilometer. Närmaste större samhälle är Vestmanna, 5,9 km nordost om Tungufelli. Trakten runt Tungufelli består i huvudsak av gräsmarker.